# Psara admensalis
Psara admensalis is een vlinder uit de familie grasmotten (Crambidae). De wetenschappelijke naam van deze soort is voor het eerst gepubliceerd in 1859 door Francis Walker.
De soort komt voor in Zuid-Afrika, Réunion en Sri Lanka.